# Ebenavia inunguis
Ebenavia inunguis är en ödleart som beskrevs av  Oskar Boettger 1878. Ebenavia inunguis ingår i släktet Ebenavia och familjen geckoödlor. IUCN kategoriserar arten globalt som livskraftig. Inga underarter finns listade i Catalogue of Life.
Arten förekommer på nordvästra Madagaskar. Honor lägger ägg.